# ОШ „Степа Степановић” Горња Горевница
ОШ „Степа Степановић” Горња Горевница, насељеном месту на територији града Чачка, основана је 1919. године. Име славног војводе Степе Степановића, школа са поносом носи од 1960. године и од тада сваке године слави његов рођендан, 11. март, као Дан школе.
У Горњој Горевници се налазила једна од најстаријих школских грађевина која датира из 1842. године. Први учитељ у школи био је свештеник Алекса Поповић и према речима савременика, формирана су само два одељења. Године 1930. због недостатка простора, наставних средстава и кадра, у школу је кренуло 190 од укупно 270 пријављених ђака. Нова зграда са четири учионице отворена је за ђаке школске 1934/1935. године, при чему је од првог до четвртог разреда било укупно 204 ученика.
Године 1950. школа у Горњој Горевници је прерасла у осмогодишњу, а наставу у петом разреду изводили су постојећи учитељи од првог до четвртог разреда. Највећи број ђака у школи је био 1964.године, када је у млађим разредима било четири одељења у којима је учио 151 ученик, док је у старијим разредима у девет одељења било 297 ученика.
Данас, школа поред матичне осморазредне школе, у свом саставу има и три издвојена четвороразредна одељења у селима Вранићи, Миоковци и Милићевци. Издвојена одељења се налазе у саставу школе од 1965. године, а при школи постоји и предшколска установа.